# Bob Balaban
Robert Elmer "Bob" Balaban, född 16 augusti 1945 i Chicago, Illinois, är en amerikansk skådespelare, manusförfattare, regissör och filmproducent. Han kom på idén till filmen Gosford Park (2001), vilken han även producerade.

## Filmografi

### Filmroller
- Midnight Cowboy (1969)
- Moment 22 (1970)
- Hur man gör det (1970)
- Strawberry Statement (1970)
- Till polischefen - top secret (1975)
- Närkontakt av tredje graden (1977)
- Väninnor (1978)
- Experimentet (1980)
- Prince of the City (1981)
- Utan ont uppsåt (1981)
- Är det inte mitt liv kanske (1981)
- 2010 (1984)
- Dead Bang (1989)
- Alice (1990)
- Little Man Tate (1991)
- Unnatural Pursuit (1991)
- Bob Roberts (1992)
- Kär i karriären (1993)
- Amos & Andrew (1993)
- Greedy (1994)
- Waiting for Guffman (1995)
- The Late Shift (1996)
- Gespräch mit dem Biest (1996)
- The Definite Maybe (1997)
- ClockWatchers (1997)
- Harry bit för bit (1997)
- Livet går vidare (1998)
- Three to Tango (1999)
- Cradle Will Rock (1999)
- Jakob the Liar (1999)
- Swing Vote (1999)
- Best in Show (2000)
- The Mexican (2001)
- Gosford Park (2001)
- Ghost World (2001)
- The Majestic (2001)
- Plan B (2001)
- Marie and Bruce (2004)
- Capote (2005)
- For Your Consideration (2006)
- Trust the Man (2006)
- Lady in the Water (2006)
- Kärlek på menyn (2007)
- Dedication (2007)
- The Windmill Movie (2008)
- Recount (2008)
- Rage (2009)
- Howl (2010)
- Thin Ice (2011)
- Moonrise Kingdom (2012)
- Fading Gigolo (2013)
- The Monuments Men (2013)
- The Grand Budapest Hotel (2014)
- Isle of Dogs (2018)

### Regi
- Daniel Martin
- Amazing Stories 8 (1986)
- Parents (1989)
- My Boyfriend's Back (1993)
- The Last Good Time (1995)
- Subway Stories (1997)
- De frikända (2005)

### Producent
- 1995 – The Last Good Time
- 2001 – Gosford Park
- 2005 – De frikända